# Edgar Hebert
Edgar „Ed“ Hebert (* 25. Februar 1947 in Port Hope, Ontario) ist ein ehemaliger kanadischer Eishockeyspieler, der unter anderem für den EC Deilinghofen in der deutschen Bundesliga und für den Innsbrucker EV in der österreichischen Bundesliga aktiv war.

## Karriere
Edgar Hebert spielte für die Ottawa Furies in der Juniorenliga CJHL und für die Nashville Dixie Flyers in der Eastern Hockey League (EHL), bevor er 1969 für zwei Jahre zum Team des Saint Mary’s College stieß. Anschließend entschied er sich für einen Wechsel nach Europa. Erste Station war HYS Den Haag aus der Eredivisie in der Spielzeit 1971/72. Nach zwei Jahren beim Innsbrucker EV bzw. nach der Umbenennung beim EC Innsbruck kam er nach Deutschland, wo er fortan den Großteil seiner Karriere verbrachte.
In der Saison 1974/75 verstärkte Hebert den EV Rosenheim, mit dem er den Meistertitel in der 2. Bundesliga errang. Während der Verein damit in die Bundesliga aufstieg, unterschrieb der Stürmer einen Vertrag beim Zweitligisten EC Deilinghofen (ECD), bei dem er in den folgenden Jahren zu den erfolgreichsten Angreifern gehörte. In der Saison 1976/77 bildete er ein Sturm-Duo mit Ross Webley. Gemeinsam zeichneten sie für 92 der 207 Saisontreffer verantwortlich. Damit trugen sie maßgeblich dazu bei, dass die Mannschaft den zweiten Platz der Meisterschaftsrunde belegte. Nachdem der ESV Kaufbeuren als Erstplatzierter auf das Aufstiegsrecht verzichtet hatte, kam es zu Entscheidungsspielen zwischen dem ECD und dem Augsburger EV als Bundesliga-Schlusslicht. Nach einer Niederlage im Hinspiel traf Hebert – ebenso wie Sturmpartner Webley – im Rückspiel dreimal und schoss den ECD damit in die Bundesliga. Auch in der höchsten deutschen Spielklasse kam er in der Folgesaison auf mehr als einen Scorerpunkt pro Spiel, konnte den Abstieg des ECD aber nicht verhindern.
Nach einem kurzen Gastspiel beim Herner EV in der Oberliga, das mit dem Aufstieg in die 2. Bundesliga endete, unterbrach Hebert seine Karriere. Erst zur Saison 1981/82 kehrte er auf das Eis zurück und spielte für den ERC Ingolstadt und den EV Regensburg jeweils in der Oberliga. 1984 beendete er seine Profilaufbahn und kehrte zurück nach Kanada.

## Erfolge und Auszeichnungen
- 1975 Meister der 2. Bundesliga und Aufstieg in die Bundesliga mit dem EV Rosenheim
- 1977 Aufstieg in die Bundesliga mit dem EC Deilinghofen
- 1979 Aufstieg in die 2. Bundesliga mit dem Herner EV

## Karrierestatistik
(Legende zur Spielerstatistik: Sp oder GP = absolvierte Spiele; T oder G = erzielte Tore; V oder A = erzielte Assists; Pkt oder Pts = erzielte Scorerpunkte; SM oder PIM = erhaltene Strafminuten; +/− = Plus/Minus-Bilanz; PP = erzielte Überzahltore; SH = erzielte Unterzahltore; GW = erzielte Siegtore; 1 Play-downs/Relegation; Kursiv: Statistik nicht vollständig)